# Заблон Аманака
Заблон Девіс Аманака (англ. Zablon Davies Amanaka; 1 січня 1976, Кенія — 28 травня 2021) — кенійський футболіст, захисник.

## Клубна кар'єра
Після виступів за «Кенія Брюверіз» та «Кенія Пайплайн» з Найробі, 2004 року перебрався на Сейшели, де грав за «Сен-Мішель Юнайтед». З січня 2005 по січень 2006 року виступав в одному з найсильніших колективів Прем'єр-ліги Боснії і Герцеговини «Желєзнічар» з Сараєво. Після цього повернувся в кенійську Прем'єр-лігу, де грав за «Тхіку Юнайтед» та «АФК Леопардс». З січня по червень 2007 року захищав кольори клубу «Іст Бенгал» з індійської І-Ліги. Після цього повернувся на Сейшели, де грав за «Ансі Реюньйон». У січні 2009 року повернувся до Кенії, де виступав за «Софапаку». Проте через 6 місяців знову відправився на Сейшели, де грав за «Ла Пасс». Наприкінці 2009 року повернувся на батьківщину, де захищав кольори «Манаками».

## Кар'єра в збірній
З 1998 року регулярно виступав у національній збірній Кенії, де був капітаном команди.

## Досягнення
«Сен-Мішель Юнайтед»
- Перший дивізіон Сейшельських Островів
  -  Чемпіон (1): 2003

«Желєзнічар»
- Прем'єр-ліга Боснії і Герцеговини
  -  Срібний призер (1): 2004/05

«Іст Бенгал»
- Кубок Федерації
  -  Володар (1): 2007

«Ансі Реюньйон»
- Кубок Ліги
  -  Володар (1): 2007